# Меркис, Альфонсас Ионович
Альфонсас Ионович Меркис (лит. Alfonsas Merkys; 20 февраля 1927, c. Пуозас, близ Купишкиса, Литва  — 19 мая 2016, Вильнюс, Литва) — советский и литовский ботаник и физиолог растений. Действительный член Академии наук Литвы.

## Биография
В 1947 г. окончил Вильнюсский сельскохозяйственный техникум. В 1947—1948 гг. — старший агроном в Лаздийском районе Литовской ССР.
В 1948-1949 гг. учился в Московской сельскохозяйственной академии имени К. А. Тимирязева. В 1953 г. окончил Вильнюсский государственный университет. В 1956 г. окончил Биологический факультет МГУ им. М.В.Ломоносова. 
С 1957 по 1961 г. являлся научным сотрудником Института ботаники АН Литовской ССР. С 1961 по 2001 г. заведовал лабораторией физиологии растений, с 1962 по 1981 г. заместитель директора, а с 1981 по 1989 г. — директор Института ботаники АН Литовской ССР. Данные должности занимал вплоть до распада СССР.
Одновременно с научной работой, с 1961 по 1969 г. и с 1990 по 2001 г. преподавал биофизику растений в Вильнюсском государственном университете.
С 2001 г. находился на пенсии. 
Доктор биологических наук (1967). В 1968 г. ему было присвоено ученое звание профессора Вильнюсского государственного университета.
С 1976 г. действительный член Академии наук Литовской ССР, в 1976—1992 гг. — член Президиума Академии наук Литовской ССР.
С 1988 г. — председатель Литовского общества физиологии растений, в 1988—1995 гг. — председатель Литовского общества охраны природы. В 1994—2001 гг. — главный редактор журнала «Биология» Литовской академии наук. Автор более 350 научных статей и 8 изобретений.

## Научная деятельность
Основная область исследований - физиология роста растений, теория тропизма и физиология. Первым доказал, что растения под микромасштабным (на космических кораблях) могут пройти полный цикл онтогенеза. Он синтезировал и изучал физиологические аналоги более чем 20 фитогормонов, которые важны для сельскохозяйственных культур.  

## Научные работы
Основные научные работы посвящены выяснению механизма действия силы тяжести как основного фактора, определяющего пространственную ориентацию и ростовые процессы растений.
- Изучал воздействие ретардантов на рост и развитие злаков.
- Изучал роль фитогормонов в ростовых процессах растений и явлениях геотропизма.

## Избранные сочинения
- Меркис А. И. «Геотропическая реакция растений». Вильнюс: Минтис, 1973. 264 с.

## Награды и звания
Государственная премия Литовской ССР (1975). Научная премия Литвы (2001).
Заслуженный деятель науки Литовской ССР (1977). 